# Muhammad VI (Husajnidzi)
Muhammad VI (ur. 13 sierpnia 1858, zm. 13 lutego 1929, arab. محمد الحبيب) – bej Tunisu, panował od 10 lipca 1922 do 11 lutego 1929 roku.
Urodził się w Pałacu Bardo jako jedyny syn księcia Muhammada al-Ma'mun Bey. 12 maja 1906 roku został następcą tronu z tytułem Bey al-Mahalla. Po śmierci swojego kuzyna Muhammada V-Nasira objął tron.
Muhammad VI był trzykrotnie żonaty. Miał dwie córki i trzech synów, w tym Muhammad al-Amin VIII.
Zmarł 13 lutego 1929 r. w Carthage.